# Avelino Díaz
Avelino Díaz (Buenos Aires, 1800-Chascomús, Buenos Aires, 1 de junio de 1831) fue un físico, matemático y legislador argentino, considerado precursor de la enseñanza de la Física en Argentina.
Hermano de Vicente Ramón Díaz Salgado, compilador de La Lira Argentina (obra de cantos patrióticos editada por Francisco de Paula Almeyra),  y hermanastro del político Matías Patrón, fue alumno del matemático y topógrafo español Felipe Senillosa en la Academia de Matemática -más adelante anexada a la Universidad de Buenos Aires- creada por la Asamblea del Año XIII. 
En 1821 dirigió la cátedra de Ciencias Físicomatemáticas del departamento de estudios preparatorios de la Universidad de Buenos Aires que había sido inaugurada en agosto de ese año, en la que permaneció hasta 1830. La cátedra, que tenía una duración de dos años,  incluía temas de aritmética, geometría, álgebra, geografía, trigonometría y principios de mecánica, de dinámica y de física en general, estas últimas, materias dictadas por primera vez con criterio científico. Hasta ese momento, según Juan Crisóstomo Lafinur, la física estaba en un período escolástico, no experimental. Recién en 1824 llegó desde Europa un laboratorio de química para la Universidad.
Fue profesor de Filosofía en el Colegio de la Unión, miembro de la Sociedad de Físicomatemática y presidente del Departamento Topográfico. También fue colaborador en el periódico «La Estrella del Sur». Escribió varios libros de estudios: Lecciones elementales de álgebra y Lecciones elementales de aritmética, publicados en 1824, y Elementos de geometría en 1830, y otros que permanecieron inéditos.